# 日本教育書道連盟
日本教育書道連盟（にほんきょういくしょどうれんめい、以下「連盟」）は、書道教育の振興及び指導に当たる書道専任教員や教育指導者の養成と資格認定を目的として活動する一般社団法人。
本部所在地は、東京都板橋区常盤台1-3。日本書道美術館内に事務所がある。会長：空席、会長代行：大城章二（日本書道美術館長）、代表理事：大城久代。名誉会長として元内閣総理大臣海部俊樹が就任していたが、逝去により退任となった。

## 技量認定制度
連盟は、独自の書道技量認定制度として「全国書道検定試験」を年4回全国で実施している。
検定試験は、中学生までを対象とする「教育部試験」と、高校生以上を対象とする「一般部試験」があり、一般部は更に「漢字科」と「仮名科」の2科がある。

### 教育部試験
- 受験資格
  - 受験日時点で幼稚園・小学生・中学生である者
- 試験時間
  - 試験時間は級位段位ともに30分
- 試験科目
  - 学年ごとに定められた課題を臨書する技能試験。
  - 幼稚園、小学生は楷書半紙1枚
  - 中学生は行書半紙1枚
- 段級制度
  - 小学1年生第9級50点を基準として、下表の通りに昇段級する。

| 段級位学年 | 10級 | 9級 | 8級 | 7級 | 6級 | 5級 | 4級 | 3級 | 2級 | 1級 | 初段 | 2段 | 3段 | 4段 | 5段 |
| ---------- | ---- | --- | --- | --- | --- | --- | --- | --- | --- | --- | ---- | --- | --- | --- | --- |
| 小学1年    | 40   | 50  | 60  | 70  | 80  | 90  | 100 |     |     |     |      |     |     |     |     |
| 小学2年    | 30   | 40  | 50  | 60  | 70  | 80  | 90  | 100 |     |     |      |     |     |     |     |
| 小学3年    | 20   | 30  | 40  | 50  | 60  | 70  | 80  | 90  | 100 |     |      |     |     |     |     |
| 小学4年    | 10   | 20  | 30  | 40  | 50  | 60  | 70  | 80  | 90  | 100 |      |     |     |     |     |
| 小学5年    | 0    | 10  | 20  | 30  | 40  | 50  | 60  | 70  | 80  | 90  | 100  |     |     |     |     |
| 小学6年    |      | 0   | 10  | 20  | 30  | 40  | 50  | 60  | 70  | 80  | 90   | 100 |     |     |     |
| 中学1年    |      |     | 0   | 10  | 20  | 30  | 40  | 50  | 60  | 70  | 80   | 90  | 100 |     |     |
| 中学2年    |      |     |     | 0   | 10  | 20  | 30  | 40  | 50  | 60  | 70   | 80  | 90  | 100 |     |
| 中学3年    |      |     |     |     | 0   | 10  | 20  | 30  | 40  | 50  | 60   | 70  | 80  | 90  | 100 |

- 各学年において50点の級位に合格すれば標準的な技量である。60点以上である場合は一般より優れており、逆に40点以下の場合は一般より劣っている（修練不足）と判断できる。各学年において100点を超える段級位（例えば小学1年生で3級～5段）については、原則として受験及び合格はできないが、特に優れた者などについては、特例合格が認められることがある。
- 中学校を卒業すると、一般部に移ることになるが、教育部での段級位は、一般部に移行されることはない。一般部の段級位取得には一般部試験の受験が必要である。
  - ただし、教育部五段(準五段含む）に合格すると、一般部試験の初段の「受験資格」が与えられる（受験資格であり、合格ではない）。高校生の一般部新規受験は、原則として１級が上限とされていることから、教育部での段位が一般部受験に影響を及ぼす唯一の特例である。

### 一般部試験
- 等級
  - 級位：５級～１級
  - 段位：初段～八段
  - いずれの段級位にも準合格がある。八段に限り、準八段→仮八段→八段の３段階となる。
- 受験資格
  - 一般社会人・高校等在学者（年齢15歳以上の教育部に該当しない者）
  - 継続受験は、新規受験時の合格段級を基準に順に受験し合格することが必要で、飛び越しは審査基準により明確に禁止されている。
  - 新規受験は、受験者が大学生以上の年齢である場合は、五段を上限に実力相応（他会での既得段級や書道教員免許の有するか等）の飛び越し受験が可能である。ただし、高校生の新規受験は１級（特例として教育部五段合格者は初段）が飛び越しの上限である。
- 受験方法
  - 団体受験　→　連盟審査会員の門下生等が、連盟の承認を受けた教室等で一括して受験する。申請～合格証書交付まで教室経由で一括して手続を行う。
  - 個人受験　→　自宅にて全課題を清書し、郵送又は直接連盟へ持参して提出する。申請～合格証書交付まで個人で手続きを行う。
- 試験時間
  - 試験時間は級位30分、段位90分間
- 審査結果
  - 合格　→　受験段級位について、規定の得点に達している場合、正規合格（準でない）となる。
  - 準合格　→　受験段級位について、正規合格の得点には達しないものの、準規定の得点に達している場合は準合格となる。正規合格には再度同一段級位の受験が必要となる。準合格を受けた場合でも次回受験に際して、科目免除などの優遇措置は特にない。
  - 保留　→　継続受験者で、受験段級位の受験について、合格又は準合格の規定得点に達しない場合、現在段級位保留（事実上の不合格）となる。
  - 不合格　→　新規受験者が、最下級位（一般部の場合5級）の得点にも満たない場合、不合格となる。
- 試験科目(漢字科)
  - 受験段級位により以下の3つの技能試験から構成される。筆記試験はない。
    - 課題臨書
    - 条幅創作作品
    - 写経（般若心経浄書）

| 段/級位      | 孔子廟堂碑(楷書体) | 蘭亭叙(行書体) | 懐素草書千字文(草書体) | 張遷碑(隷書体) | 雁塔聖教序(楷書体) | 写経(般若心経浄書) | 創作課題(条幅作品) |
| ------------ | ------------------ | -------------- | ---------------------- | -------------- | ------------------ | ------------------ | ------------------ |
| 級位(5～3級) | 4                  |                |                        |                |                    |                    |                    |
| 級位(2～1級) | 4                  | 4              |                        |                |                    | 要                 |                    |
| 初段～二段   | 8                  | 8              | 8                      |                |                    | 要                 | 要                 |
| 三段～四段   | 8                  | 8              | 8                      | 8              |                    | 要                 | 要                 |
| 五段         | 12                 | 12             | 12                     | 12             |                    | 要                 | 要                 |
| 六段～仮八段 | 12                 | 12             | 12                     | 12             | 12                 | 要                 | 要                 |
| 八段         |                    | 全臨           |                        |                |                    | 要(全臨)           | 要                 |

注1)表内の数字は課題文字数、空欄は提出不要である。
注2)各臨書課題文字は同一出典であるものの、試験ごとに異なる部分が抽出される。課題文字は、施行規則公表時に発表される。個人受験者には成績通知（合格発表）の折に、次回分の施行規則（課題）と願書一式が同封される。
- 試験科目(仮名科)
  - 受験段級位により以下の3つの技能試験から構成される。
    - 課題臨書
    - 条幅創作作品
    - 写経（般若心経浄書）

| 段/級位      | 高野切第三種 | 関戸本古今集 | 高野切第一種 | 寸松庵色紙 | 御物和漢朗詠集 | 写経(般若心経浄書) | 創作課題(条幅作品) |
| ------------ | ------------ | ------------ | ------------ | ---------- | -------------- | ------------------ | ------------------ |
| 級位(5～3級) | 1            |              |              |            |                |                    |                    |
| 級位(2～1級) | 1            | 1            |              |            |                | 要                 |                    |
| 初段～二段   | 2            | 2            |              |            |                | 要                 | 要                 |
| 三段～四段   | 2            | 2            | 2            |            |                | 要                 | 要                 |
| 五段         | 2            | 2            | 2            | 2          |                | 要                 | 要                 |
| 六段～仮八段 | 2            | 2            | 2            | 2          | 2              | 要                 | 要                 |
| 八段         | 全臨         |              |              | 全臨       |                | 要(一巻)           | 要                 |

注1)表内の数字は首数、空欄は提出不要である。
注2)各臨書課題文字は同一出典であるものの、試験ごとに異なる部分が抽出される。課題文字は、施行規則公表時に発表される。個人受験者には成績通知（合格発表）の折に、次回分の施行規則（課題）と願書一式が同封される。
注3)八段の全臨は、高野切第三種又は寸松庵色紙いずれか片方のみ選択し提出する。
- 受験料　（2023年6月現在）
  - 試験日時点において、高校在学中である者については割引受験料で受験できる。

| 段級位     | 一般（大学生含む） | 高校生 |
| 5級～3級   | 1,430              | 880    |
| 2級～1級   | 1,650              | 1,650  |
| 初段～弐段 | 5,500              | 2,750  |
| 参段～四段 | 6,600              | 3,300  |
| 五段       | 7,700              | 3,850  |
| 六段       | 8,800              | 4,400  |
| 七段       | 9,900              | 4,950  |
| 仮八段     | 11,000             | 5,500  |
| 八段       | 6,600              | 3,300  |

### 小字検定試験
- 他組織（社団法人東京書道研究院が）行っていた試験を連盟が引き継いで実施することになり、追加された検定試験。全国書道検定試験とは異なり、小字に特化した試験となっている。
- 受験資格　高校生以上（中学生以下は受験できない）
- 区分　ペン字科、毛筆科漢字、毛筆科仮名の３科
- 段級位　各科　八段～初段　１級～５級

## 合格証書及び免状授与
- 合格証書

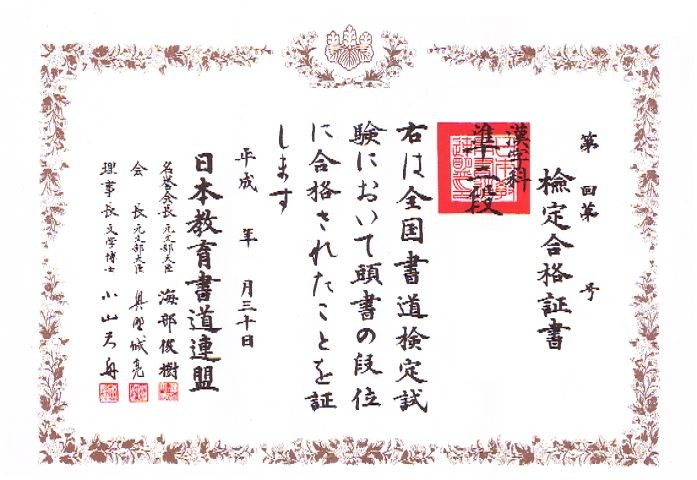
検定試験合格証書
(見本は準2段)

  - 教育部及び一般部試験合格者には、検定試験合格証書が与えられる。
  - 証書には、受験回・証書番号・合格段級位及び一般部については科・名前（教育部である場合はその旨）・合格を証する文面・認定日・認定者が記載される。認定日は必ず30日である。（年・月は墨字であるが、「三十」は印刷である為。）
  - 合格証書の飾り枠が、級位は銀色、段位は金色となる。

- 保留通知
  - 継続受験者の不合格は、「保留（現在段級保留）」となり、通知書が交付される。通知書の文面にもある通り、保留の理由や採点結果等については一切触れられず、また提出作品について添削もないため、単に保留となった事実と一般的な審査基準が記載されているのみである。

- 師範認定書・看板の交付
  - 連盟の定める申請資格を有する者は申請を行うことにより師範等認定を受けることができる。認定を受けると、師範認定書（又は教授認定書）を授与される。申請は有料で、認定を受けると連盟公認の教場を（教室）を自ら開くことができる。申請資格を満たした後、原則として１年以内に申請する必要がある。試験は課さない（無試験）という形を取っているが、技量確認として般若心経を一巻浄書して提出する必要がある（事実上の試験）。般若心経の浄書が規定の技量に満たないと交付保留となり、申請が受付されない。なお、連盟検定試験教育部の三段、五段では申請できない。各認定は、科目ごとに申請が必要で、保有する申請基準資格に合致する科の申請に限られるが、複数科に亘る申請基準資格を有していれば、複数科申請も可能である。申請を行うには、連盟の審査会員に入会する必要がある（要年会費）。
    - 教授認定の申請基準（科目：漢字・仮名・小字漢字・小字仮名・ペン字の5科）
      - 学校又は書塾において５年以上の指導経験があり、かつ下記基準資格のいずれか１つを有していること。
      - 連盟公認審査員
      - 連盟検定試験一般部八段合格者
      - 書道大学専攻科修了者
      - 日本書道美術館展理事又は指定書道展の役員で、規定を満たす者
      - 日本書道美術館展役員で、規定を満たす者
      - 日展入選者
      - 注）教授認定は、基準資格を満たした科のみ申請可能。

    - 一般部師範の申請基準（科目：漢字・仮名・小字漢字・小字仮名・ペン字の5科）
      - 学校又は書塾において３年以上の指導経験があり、かつ下記基準資格のいずれか１つを有していること。
      - 全科申請可能資格
        - 書道大学大学院修了者
        - 高等学校芸術科書道教員免許状取得者

      - 合格受賞の科のみ申請可能資格
        - 連盟検定試験一般部五段合格者
        - 指定書道展の受賞者で、規定を満たす者
        - 日本書道美術館展無鑑査作家又は候補で、規定を満たす者
        - 県展役員

    - 教育部師範の申請基準（科目：毛筆・小字・ペン字の3科）
      - 学校又は書塾において１年以上の指導経験があり、かつ下記基準資格のいずれか１つを有していること。
      - 連盟検定試験一般部三段合格者
      - 書道大学卒業者
      - 日本書道美術館展役員等で、規定を満たす者
      - 注）教育部には、漢字・仮名の区別はないので、いずれか片方の科のみで教育部師範を申請することが出来、漢字仮名区別なく指導することが可能である。ただし、毛筆・小字・ペン字は教授、一般部師範同様にそれぞれ独立しているので、各検定試験の三段を取得する必要がある。

## 認定教場
参段以上の試験に合格し、免状を授与された者は、授与された免状の種類に応じて自分の書道教場（教室）を開設することができる。
連盟の認定教場に在籍（門下生）となることにより、検定試験を団体として受験できる等の優遇を受けることができる。なお、連盟では認定教場の公表や生徒の紹介、あっせんなど直接生徒募集活動は行っていないが、認定教場の師範は審査会員として連盟に所属し、教育部試験委員（審査員）や一般部試験の実施など連盟の業務を行っている。